# Volker Frommann
Volker Frommann (* 23. April 1944 in Unterpörlitz; † 5. März 1973 in Berlin) war ein Todesopfer an der Berliner Mauer, da er bei einem Fluchtversuch tödlich verunglückte. Er versuchte die Grenzanlagen der Berliner Mauer zwischen den Stadtteilen Pankow und Wedding zu überwinden und starb an den Folgen eines Sprungs aus einer fahrenden S-Bahn nahe der Sektorengrenze.

## Leben
Nach Absolvierung der Schulzeit begann er eine Schlosserlehre im VEB Glasmaschinenbau Ilmenau. Bereits zu dieser Zeit stand er der gesellschaftlichen Entwicklung in der DDR kritisch gegenüber und engagierte sich in der Jungen Gemeinde. Im April 1960 wurde sein Heimatort von den Behörden der DDR zum Vollgenossenschaftlichen Dorf deklariert, was einer Zwangsenteignung der Bauern entsprach. Während des anberaumten Festes sorgte Volker Frommann zusammen mit einem Freund für einen Kurzschluss, indem er eine Eisenkette über eine den Ort versorgende Stromleitung warf. Nach monatelangen intensiven Ermittlungen des Ministeriums für Staatssicherheit (MfS) wurden die beiden Jugendlichen verhaftet. Wegen dieses Deliktes verurteilte sie das Bezirksgericht Suhl am 17. November 1960 wegen „staatsgefährdender Gewaltakte“ zu drei Jahren Zuchthaus. Da ihnen außerdem der Diebstahl von vier Dosen Ananas aus dem Kulturhaus nachgewiesen wurde, erfolgte eine weitere Verurteilung wegen „Diebstahls von gesellschaftlichem Eigentum“ zu sechs Monaten Freiheitsentzug. Die Haft verbrachte er im Stasi-Untersuchungsgefängnis in Suhl, in den Zuchthäusern Untermaßfeld und Halle (Saale) sowie im Gefängnis Jugendhaus Torgau, dem späteren Jugendwerkhof Torgau. Wegen guter Führung wurde er im August 1962 auf Bewährung entlassen. Im gleichen Jahr unternahm er einen Fluchtversuch über die Tschechoslowakei, bei dem er erneut verhaftet wurde. Bis 1964 war er im Zuchthaus Untermaßfeld inhaftiert. Anschließend arbeitete er als Schlosser und in einer Glasmalerei. Wegen psychischer Folgen der mehrfachen Inhaftierungen begab er sich in psychotherapeutische Behandlung und erlernte Autogenes Training. Ende der 1960er Jahre heiratete er eine Ärztin und wohnte zurückgezogen in seinem Heimatort.
Am 1. März 1973 versuchte er gegen 0.45 Uhr in Berlin die Grenzanlagen der Berliner Mauer zu überwinden. Bei dem Sprung aus einer fahrenden S-Bahn zwischen den Bahnhöfen Pankow und Schönhauser Allee zog er sich schwere Verletzungen zu. Die dortige S-Bahn-Strecke führte im Bereich der Bösebrücke direkt durch das Grenzgebiet. Er war nicht mehr ansprechbar, als er von einer Streife der Transportpolizei neben den Gleisen und noch 50 Meter vom eigentlichen Grenzgebiet entfernt gefunden wurde. Nach dem Transport in das Krankenhaus im Friedrichshain erlag er dort am 5. März 1973 seinen Verletzungen.
Eine Krankenschwester dieses Krankenhauses, die mit seiner Frau früher die Schwesternschule besucht hatte, informierte die Eltern Volker Frommanns von dessen Tod an der Berliner Mauer. Von den Behörden der DDR wurden der Familie die genauen Todesumstände vorenthalten. Volker Frommann wurde auf dem Friedhof in Unterpörlitz begraben.
Am Mahnmal Fenster des Gedenkens der Gedenkstätte Berliner Mauer wird an ihn mit einem Bild in einem der Fenster erinnert.